# Imigração alemã no Espírito Santo
No Espírito Santo, os principais imigrantes de origem germânica foram os pomeranos (provenientes de áreas hoje distribuídas entre a Alemanha e a Polônia, Pomerânia). A imigração alemã se deu entre 1846 e 1879, se estabeleceram principalmente no Centro-Sul do Espírito Santo, a primeira colônia fundada foi a de Santa Isabel , cuja sede, denominada pelos primeiros alemães de Campinho, foi construída a primeira igreja luterana da América do Sul.
No século XIX, entraram no Espírito Santo 3 933 alemães e foi computada a entrada de 79 alemães a partir do ano de 1900, totalizando a entrada de 4 012 indivíduos. Embora contados como "alemães", a maioria desses indivíduos eram provenientes da então província da Pomerânia, principalmente da parte oriental daquela província, das cidades de Belgard, Greifenberg, Kolberg (Kołobrzeg), Kowal, Labes (Łobez), Regenwald e arredores. Essa região desde o fim da denominada segunda guerra mundial passou a fazer parte da Polônia.
| Regiões de origem dos alemães entrados no Espírito Santo (1812-1900) | Regiões de origem dos alemães entrados no Espírito Santo (1812-1900) |
| -------------------------------------------------------------------- | -------------------------------------------------------------------- |
| Região                                                               | Número de imigrantes                                                 |
| Pomerânia                                                            | 2 224                                                                |
| Renânia                                                              | 247                                                                  |
| Hesse                                                                | 240                                                                  |
| Prússia                                                              | 226                                                                  |
| Saxônia                                                              | 194                                                                  |
| Outras regiões                                                       | 351                                                                  |
| Total                                                                | 3 933                                                                |
| Não consta                                                           | 451                                                                  |

Os pomeranos começaram a chegar ao estado no ano de 1859, se dirigiram um pouco mais ao norte que os alemães, se estabelecendo principalmente em Santa Maria de Jetibá e Domingos Martins, Os pomeranos estabeleceram suas colônias em total isolamento do resto do Estado, preservando muito de sua cultura e hábitos, como por exemplo o idioma, sendo a cidade de Santa Maria de Jetibá uma cidade bilíngue.
Um número considerável de imigrantes também eram originários da região da Renânia, sobretudo das montanhas do Hunsrück, no vale do rio Reno. Dos alemães que foram para o Espírito Santo, 63% eram oriundos da Pomerânia, 7% da Renânia e 7% de Hesse, 6% da Prússia, 6% da Saxônia, 3% de Vestfália, 2% de Baden, 2% de Brandemburgo, 1% da Baviera e outro porcento de outras regiões.
Esse número reduzido de alemães que imigrou para o Espírito Santo a partir do ano de 1847 se multiplicou e deu origem a uma quantidade considerável de descendentes. Segundo estimativas do historiador Jean Roche, no ano de 1930 havia 30 mil descendentes de alemães no estado (cerca de 4% da população total), número que saltou para 70 mil indivíduos em 1961 (aproximadamente 5% da população capixaba).